# NGC 1361
NGC 1361 é uma galáxia elíptica localizada na direcção da constelação de Eridanus. Possui uma declinação de -06° 15' 52" e uma ascensão recta de 3 horas, 34 minutos e 17,7 segundos.
A galáxia NGC 1361 foi descoberta em 1886 por Ormond Stone.